# Миометријум
Миометријум је средњи слој зида материце, који се састоји углавном од глатких мишићних ћелија материце (који се називају и миоцити материце) и од потпорног стромалног и васкуларног ткива. Његова главна функција је да изазове контракције материце уз помоћ естрогена који  је неопходан за одржавање нормалне величине и функције у ћелијама глатких мишића миометријума.

## Грађа
Миометријум се налази између ендометријума (унутрашњи слој зида материце) и серозе или периметријума (спољни слој материце).
Глатка мишићна влакна миометријума су одвојена нитима везивног ткива. Издвојена су четири слоја глатких мишића, али су њихове границе слабо дефинисане због преклапања између суседних слојева. У унутрашњим и најудаљенијим слојевима већина мишићних влакана је распоређена уздужно, док у средњим слојевима има више кружних влакана.
Унутрашња трећина миометријума (који се назива спојни или субендометријски слој) потиче из Милеровог канала, док спољашњи, преовлађујући слој миометријума изгледа да потиче од не-Милеровог ткива којње је главни контрактил ткива током порођаја и абортуса. Спојни слој функционише као кружни мишићни слој, способан за перисталтичку и антиперисталтичку активност, што је еквивалентно мишићном слоју црева.

### Структура мишића
Додатне информације: Глатки мишићи
Молекуларна структура глатких мишића миометријума је веома слична оној глатких мишића на другим деловима тела, при чему су миозин и актин доминантни протеини. У глатким мишићима материце, постоји приближно 6 пута више актина него миозина. Промена у експресији миозина глатких мишића материце може бити одговорна за промене у смеру контракција материце током менструалног циклуса.

## Функција
Миометријум се састоји од снопа колагенских влакана ћелија глатких мишића који обезбеђује оквир за координацију преноса сила које настају контракцијама миоцита. Миоцити садрже актинске и миозинске филаменте који међусобно делују и формирају попречне мостове, што доводи до контракције. Интеракција актин-миозин је регулисана киназом лаког ланца миозина и зависна је од калцијума преко калмодулина.
Веома је важно током порођаја да активност миоцита буде блиско координирана како би се обезбедило стварање ефикасних контракција материце. Миоцити координирају своју активност кроз међућелијске везе које се називају спојеви који омогућавају метаболичку и електрофизиолошку комуникацију између ћелија, омогућавајући им да делују као функционални синцицијум. 
У миометријуму, за разлику од других мишићних ткива у телу, актински филаменти ступају у интеракцију са целом дужином миозинских филамената, што доводи до већег скраћивања при свакој контракцији, а самим тим и до цервикалног уклањања, ширења, порођаја и инволуције материце.